# امباتاتسیپیهنا
امباتاتسیپیهنا (به لاتین: Ambatotsipihina) یک سکونتگاه مسکونی در ماداگاسکار است که در واکینانکاراترا واقع شده‌است.

## خصوصیات
امباتاتسیپیهنا ۲۱٬۰۰۰ نفر جمعیت دارد و ۱٬۵۵۲ متر بالاتر از سطح دریا واقع شده‌است.